# Легенды Кунг Фу
«Легенды Кунг Фу», также ЛКФ (англ. Age of Wulin: Legend of the Nine Scrolls, AoW) — клиентская ММОРПГ с элементами файтинга. В ЛКФ игроки попадут в древний Китай, где смогут погрузиться в традиционный повседневный образ жизни того периода, когда популярность различных единоборств достигла своего пика. В игре представлено восемь школ боевых искусств, в том числе кунг-фу монахов шаолинь, тай-цзи. Изначально игроку предлагается пройти цепочку квестов, после которой игрок сможет выбрать стартовую школу. Однако в дальнейшем он может изучать приёмы и других школ, формируя свой собственный стиль кунг-фу. Всего в игре доступно свыше 10 тысяч различных приёмов для создания полностью неповторимого персонажа. Для создания анимации использовалась технология motion capture. Некоторые движения для игры исполняли мастера восточных единоборств. Поэтому в игре присутствуют приёмы и телодвижения, являющиеся достоверным отображением реальных боевых техник.

## Особенности игры
- 8 игровых школ: Тан, Удан, Блаженные, Нищие, Шаолинь, Эмей, Лейб-гвардия, Учёные. Каждая из фракций фактически является классом персонажа с уникальными особенностями геймплея, оружием и умениями;
- 6 фракций: Усадьба Сюй, Усадьба Шэнь, Усадьба Зверей, Усадьба Цветов, Остров Персиков и Безродные
- 5 собирательных профессий: рыболов, пахарь, рудокоп, охотник, дровосек;
- 6 производственных профессий: ювелир, кузнец, мастер ядов, аптекарь, повар, портной;
- 4 культурных профессии: шахматист, музыкант, каллиграф, художник;
- 2 вспомогательные профессии: гадатель и попрошайка;
- 8 сект всех 8-ми школ;
- многогранная боевая система, множество стилей боевых искусств: каждой школе соответствует четыре стиля боевых искусств, кроме них игрок может выучиться другим мировым стилям;
- гибкая экономическая система с контролем инфляции (есть ограничение по количеству товаров, которые крафтер может создать за сутки). Примечание: экономика чужда российскому серверу.

## Геймплей

Скриншот из игры — гавань

### Многоуровневые боевые локации
Сражения могут происходить на земле, в воздухе между деревьями, на скалах, на стенах и крышах домов подобно тому, как это показано в китайских фильмах о единоборствах. Грамотно используя окружающую местность, игроки могут получить ключевое преимущество над своими противниками.

### Массовые рукопашные сражения
В игре возможны не только стычки один на один или небольших групп, но также массовые бои в стиле «стенка на стенку». Одновременно в сражении могут участвовать до 1000 игроков с каждой стороны.

### Разнообразие навыков
Помимо стандартных боевых приёмов игрокам будут доступны навыки с использованием энергии Ци, бесконтактный бой, позволяющий атаковать противников на расстоянии без применения оружия, а также бой с разнообразным оружием (шесты, боевые жезлы, мечи, сабли, цепи и пр.). Кроме того игроки получат возможность модернизации любого оружия.

### Искусственный интеллект персонажа
Одной из главных особенностей игры является возможность управлять своим персонажем даже тогда, когда игрок не в сети. Это достигается за счёт специальной программы, которая играет роль интеллектуального «бота». Конечно, у неё есть определенные ограничения, но персонаж в отсутствие игрока сможет торговать, общаться, собирать ресурсы и т. д. При этом если не выдать этому «боту» каких-то инструкций, он будет пытаться копировать поведение игрока!

### Социальная составляющая
Игрокам представлен широкий набор социальных моментов. Например: свадьбы, возможность дарить подарки и ювелирные украшения. Ношение некоторых предметов будет создавать вокруг игрока уникальную ауру.

## Награды
- Самая ожидаемая игра 2009 и 2010 годов по версии крупнейшей международной игровой выставки ChinaJoy[1].
- В голосовании на сайте GoHa.Ru заняла первое место "Лучшая MMORPG 2012" в категории "Выбор читателей"